# 马尼昂维尔
马尼昂维尔（法語：Magnanville，法語發音：[maɲɑ̃vil] ⓘ）是法国伊夫林省的一个市镇，属于芒特拉若利区。

## 地理
马尼昂维尔（48°58'2"N, 1°40'55"E）面积4.26 平方千米，位于法国法蘭西島大區伊夫林省，该省份为法国北部内陆省份，北起瓦兹河谷省，西接厄尔省，西南接厄尔-卢瓦省，东南接埃松省，东临上塞纳省。
与马尼昂维尔接壤的市镇（或旧市镇、城区）包括：欧夫勒维尔-布拉瑟伊、比什莱、丰特奈莫瓦森、芒特城、苏万德尔。

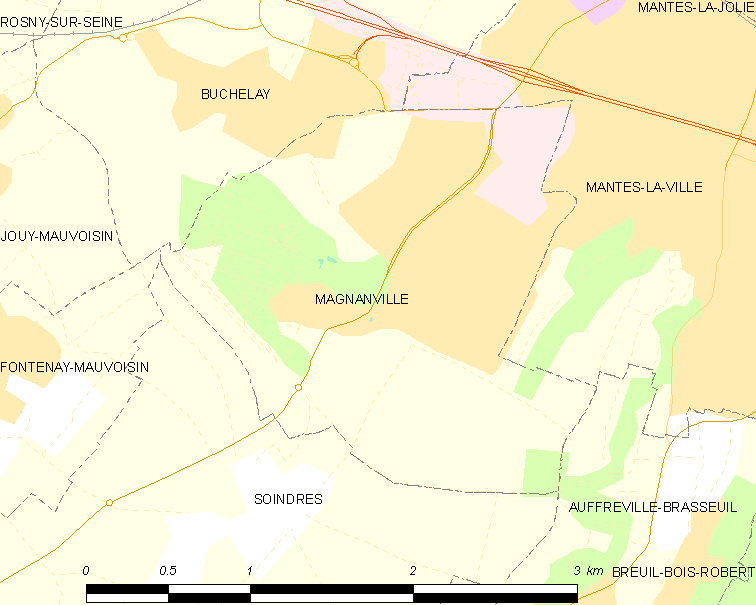
马尼昂维尔的OSM定位图

马尼昂维尔的时区为UTC+01:00、UTC+02:00（夏令时）。

## 行政
马尼昂维尔的邮政编码为78200，INSEE市镇编码为78354。

## 政治
马尼昂维尔所属的省级选区为芒特拉若利县。

## 人口

1962-2008年间马尼昂维尔人口变化图示

马尼昂维尔于2022年1月1日时的人口数量为6389人。